# Dyschirius obscurus
Dyschirius obscurus – gatunek chrząszcza z rodziny biegaczowatych i podrodziny grzebielników.

## Taksonomia
Gatunek ten opisany został po raz pierwszy w 1827 roku przez Leonarda Gyllenhaala pod nazwą Clivina obscura.

## Morfologia
Chrząszcz o mocno wydłużonym ciele długości od 3,5 do 4,6 mm, ubarwionym ciemnobrązowo. Cały wierzch ciała jest matowy wskutek grubej mikrorzeźby. Nadustek odznacza się obecnością wyraźnego zęba pośrodku przedniej krawędzi. Pokrywy mają płytkie, wyraźnie punktowane rzędy oraz mikrorzeźbione przód i wierzchołek. Mają po jednym chetoporze (punkcie szczecinkowym) przypodstawowym, po dwa chetopory dyskalne i po jednym (rzadziej dwa) chetoporze przedwierzchołkowym, natomiast pozbawione są chetoporów zabarkowych. Szereg chetoporów w bocznych bruzdach pokryw jest rozlegle pośrodku przerwany. Skrzydła tylnej pary są w pełni wykształcone. Grzebne odnóża pierwszej pary mają słabo zakrzywioną ostrogę goleni.

## Ekologia i występowanie
Owad rozmieszczony na nizinach. Zasiedla niezacienione, piaszczyste pobrzeża rzek, wybrzeża morskie oraz piaskownie.
Do pasożytów tego chrząszcza należy owadorostowiec Misgomyces dyschirii.
Gatunek palearktyczny, eurosyberyjski. W Europie znany jest z Irlandii, Wielkiej Brytanii, Francji, Belgii, Holandii, Luksemburga, Niemiec, Austrii, Włoch, Danii, Szwecji, Norwegii, Finlandii, Estonii, Łotwy, Polski, Ukrainy oraz europejskiej części Rosji. W Azji podawany jest z Gruzji, Kazachstanu, Turkmenistanu, Uzbekistanu i syberyjskiej części Rosji, na wschód po rzekę Ob